# Pontificio organo Dom Bedos-Roubo Benedetto XVI

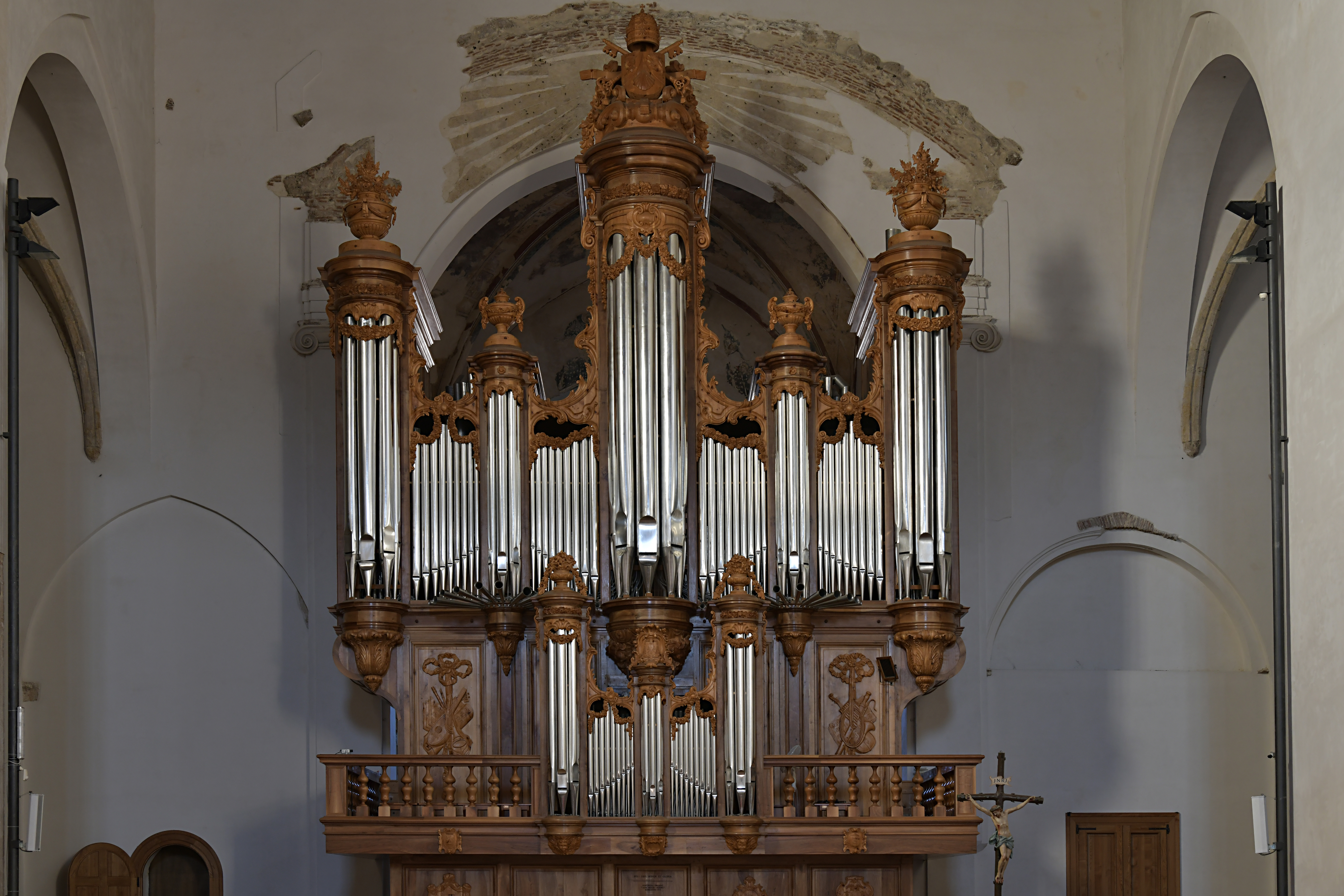
L'organo

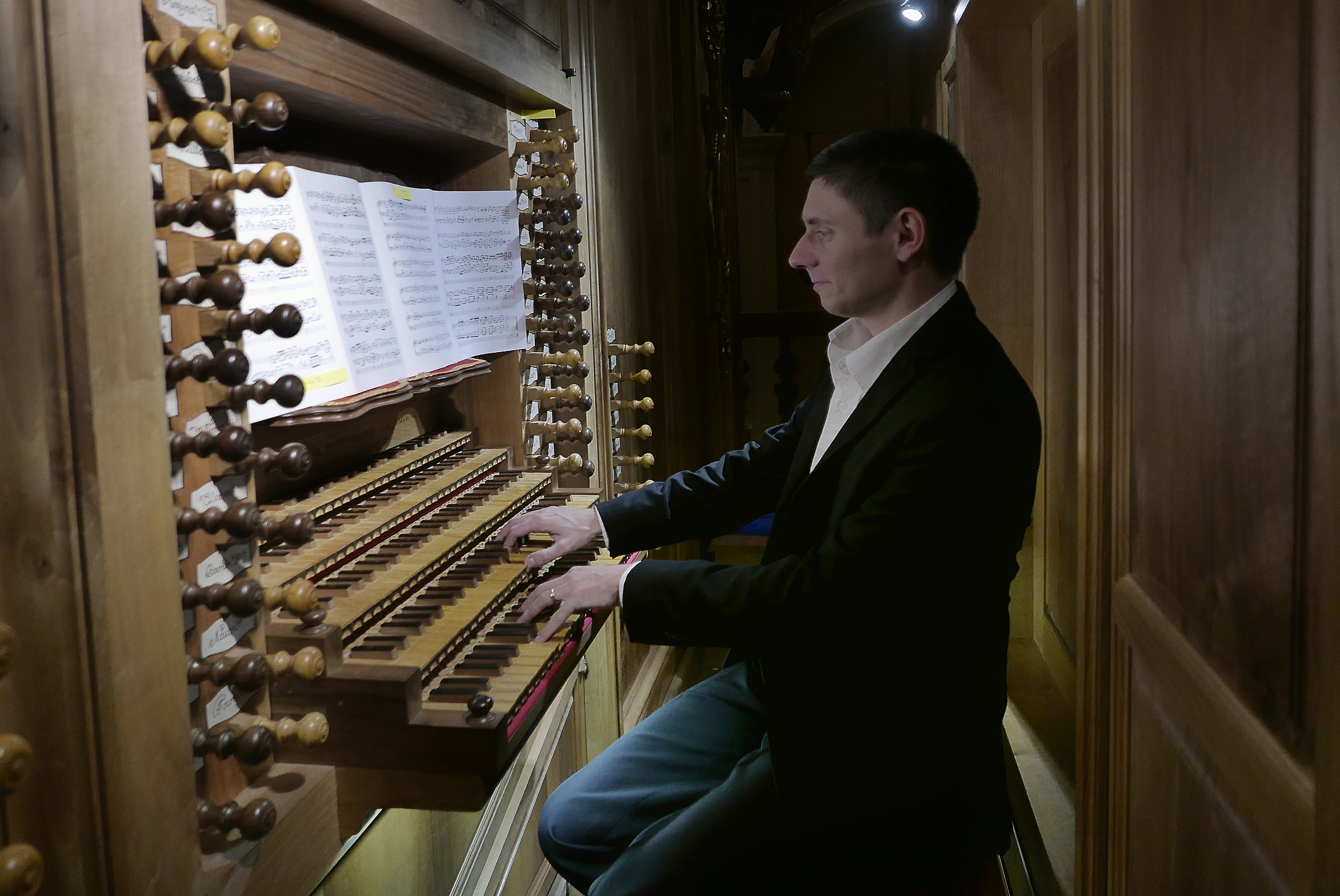
La consolle

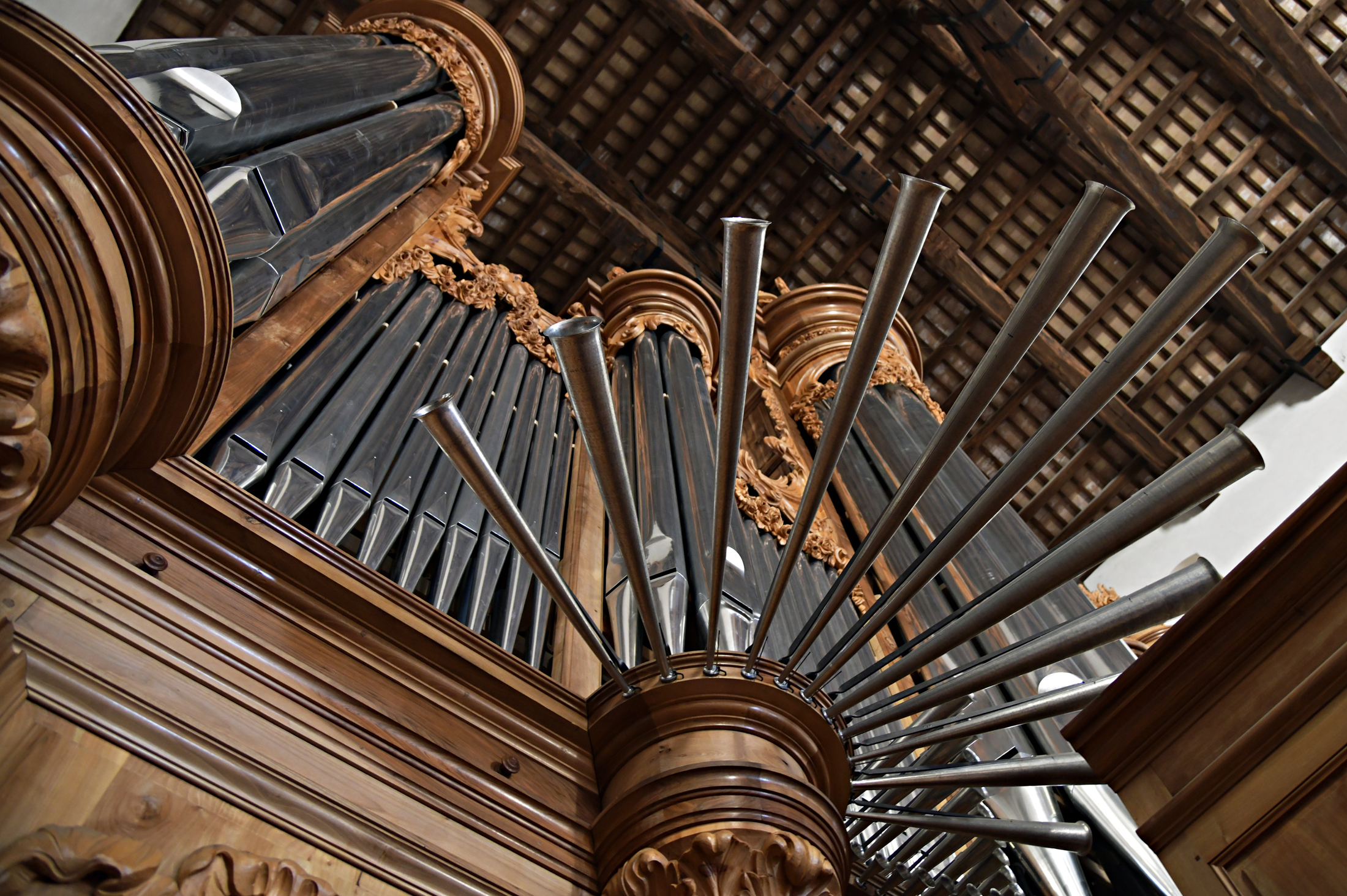
Trompette de battaille en chamade 8

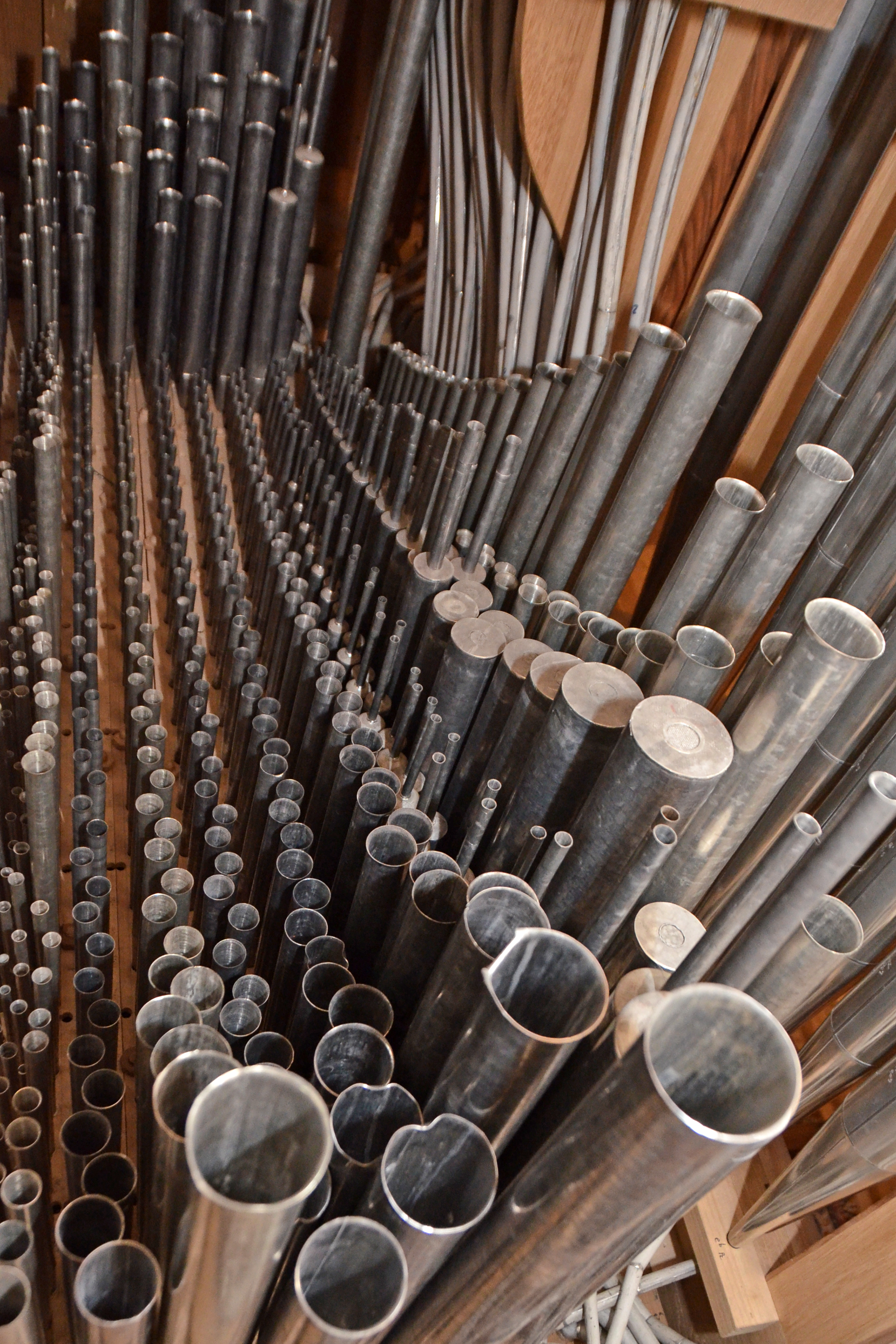
Particolare dell'interno

Il Pontificio Organo Dom Bedos-Roubo Benedetto XVI è un organo a canne che si trova nella Chiesa di San Domenico in Rieti.

## Costruzione
Lo strumento è stato costruito dall'organaro Bartolomeo Formentelli facendo riferimento e ispirandosi al trattato francese L'Art du Facteur d'Orgues di Francois Dom Bedos de Celles; il nome dato all'organo rivela anche il riferimento al trattato L'Art du Menuisier - Carroissier di Roubo le Fils dal quale Formentelli ha tratto le indicazioni per la costruzione della cassa d'organo.
La costruzione è iniziata nel 2004 e terminata nel 2009, dopo l'inaugurazione ufficiale. I costi sono stati coperti grazie a contributi pubblici e privati, sotto il coordinamento del Comitato San Domenico Onlus, presieduto da Monsignor Luigi Bardotti.
Lo strumento è stato inaugurato e benedetto l'8 dicembre 2008 alla presenza del cardinale segretario di Stato Tarcisio Bertone.
Purtroppo (2020) le canne maggiori della mostra denotano evidenti segnali di collasso, con deformazioni delle bocche, dovuti presumibilmente ad un'impropria scelta degli spessori, cui andrà posto rimedio.

## Descrizione
Lo strumento è posto alla fine della navata centrale della chiesa davanti all'abside: è alto 14 metri, largo 9 e profondo circa 5; pesa 21 tonnellate e si compone di 4054 canne, di 57 registri distribuiti sulle 5 tastiere e la pedaliera nel seguente modo:
- prima tastiera, Positif de Dos, 53 note, 15 registri;
- seconda tastiera, Grand-Orgue, 53 note, 19 registri;
- terza tastiera, Résonance, 53 note, 4 registri;
- quarta tastiera, Récit, 35 note, 4 registri;
- quinta tastiera, Écho, 42 note, 7 registri;
- pedaliera, 29 note, 7 registri.

Molte delle canne riportano inciso un nome tra coloro che hanno versato un contributo per la realizzazione dell'opera.
Nel panorama organario europeo si abbina, per caratteristiche foniche e costruttive, con il Moucherel di Albi; tutti e due hanno difatti 5 tastiere con la terza detta "di risonanza".

## Disposizione fonica
| I - Positif de dos |        |
| Montre             | 8'     |
| Bourdon            | 8'     |
| Prestant           | 4'     |
| Doublette          | 2'     |
| Forniture          | IV     |
| Cymbale            | III    |
| Flûte à cheminée   | 4'     |
| Nazard             | 2.2/3' |
| Quarte de Nazard   | 2'     |
| Tierce             | 1.3/5' |
| Larigot            | 1.1/3' |
| Cornet             | V      |
| Trompette          | 8'     |
| Clairon            | 4'     |
| Cromorne           | 8'     |

| II - Grand'Orgue |        |
| Montre           | 32'    |
| Montre           | 16'    |
| Montre           | 8'     |
| Bourdon          | 16'    |
| Bourdon          | 8'     |
| Flûte            | 8'     |
| Prestant         | 4'     |
| Doublette        | 2'     |
| Gros Nazard      | 5.1/3' |
| Grosse Forniture | III    |
| Forniture        | IV     |
| Cymbale          | VI     |
| Grosse Tierce    | 3.1/5' |
| Nazard           | 2.2/3' |
| Tierce           | 1.3/5' |
| Grand Cornet     | V      |
| Trompette        | 8'     |
| Clairon          | 4'     |
| Voix Humaine     | 8'     |

| III - Bombarde                    |     |
| Bombarde                          | 16' |
| Trompette de battaille en chamade | 8'  |
| Clairon                           | 4'  |
| Cornet (non installato)           | V   |

| IV - Récit |    |
| Flûte      | 8' |
| Cornet     | V  |
| Hautbois   | 8' |
| Trompette  | 8' |

| V - Écho   |        |
| Bourdon    | 8'     |
| Prestant   | 4'     |
| Doublette  | 2'     |
| Fourniture | III    |
| Nazard     | 2.2/3' |
| Tierce     | 1.3/5' |
| Musette    | 8'     |

| Pédale         |     |
| Flûte          | 16' |
| Flûte          | 8'  |
| Flûte          | 4'  |
| Bombarde       | 16' |
| Ire Trompette  | 8'  |
| IIme Trompette | 8'  |
| Gros Cromorne  | 8'  |